# Redange
Redange o Redange-sur-Attert (lussemburghese: Réiden; tedesco: Redingen) è un comune del Lussemburgo occidentale, vicino al confine col Belgio. È il capoluogo del cantone omonimo, nel distretto di Diekirch.
Nel 2005, la città di Redange, il capoluogo del comune che si trova nella parte occidentale del suo territorio, aveva una popolazione di 1 099 abitanti. Le altre località che fanno capo al comune sono Lannen, Nagem, Niederpallen, Ospern e Reichlange.